# Port Madison
El Puerto Madison o Port Madison, a veces llamado Port Madison Bay o Bahía de Puerto Madison, es una bahía de aguas profundas que se encuentra en la orilla oeste del Puget Sound en el oeste de Washington. Está limitada al norte por Indianola, en el oeste por Suquamish, y en el sur por Bainbridge Island. Port Madison conecta con Port Orchard mediante el Paso de Agate por el sudoeste. Dos pequeñas bahías se abren en Port Madison: La Bahía Miller en el noroeste, y otra pequeña bahía en el sur que, de manera confusa, también es llamada Port Madison Bay. La Reserva India de Port Madison se encuentra en el oeste y al norte de las orillas de Port Madison.
Según varias fuentes, el nombre nativo de la bahía fue o bien Tu-che-kup o Noo-sohk-um El 2 de noviembre de 1824, John Work de la Hudson's Bay Company, mientras trabajaba buscando sitios potenciales para un servicio de mensajería, la grabó como la Bahía Soquamis - una variación del nombre de la tribu Suquamish que tenía su casa en la orilla oeste. La expedición Wilkes sondeó la bahía el 10 de mayo de 1841 y la nombró en honor a James Madison, el 4º presidente de los Estados Unidos.
George A. Meigs construyó un molino de madera en la orilla de Bainbridge Island de la bahía en 1854, y Port Madison pronto se convirtió en un próspero pueblo molinero. El pueblo de Port Madison se convirtió en el primer asentamiento del condado de Kitsap, pero después de la depresión económica de los años 1890 se cerró el molino, se movió el asentamiento y Port Madison se convirtió en una ciudad fantasma. Actualmente, Port Madison es un área residencial y un destino popular para los navegantes.
- Datos: Q7230773